# Thüringer Kröpfer

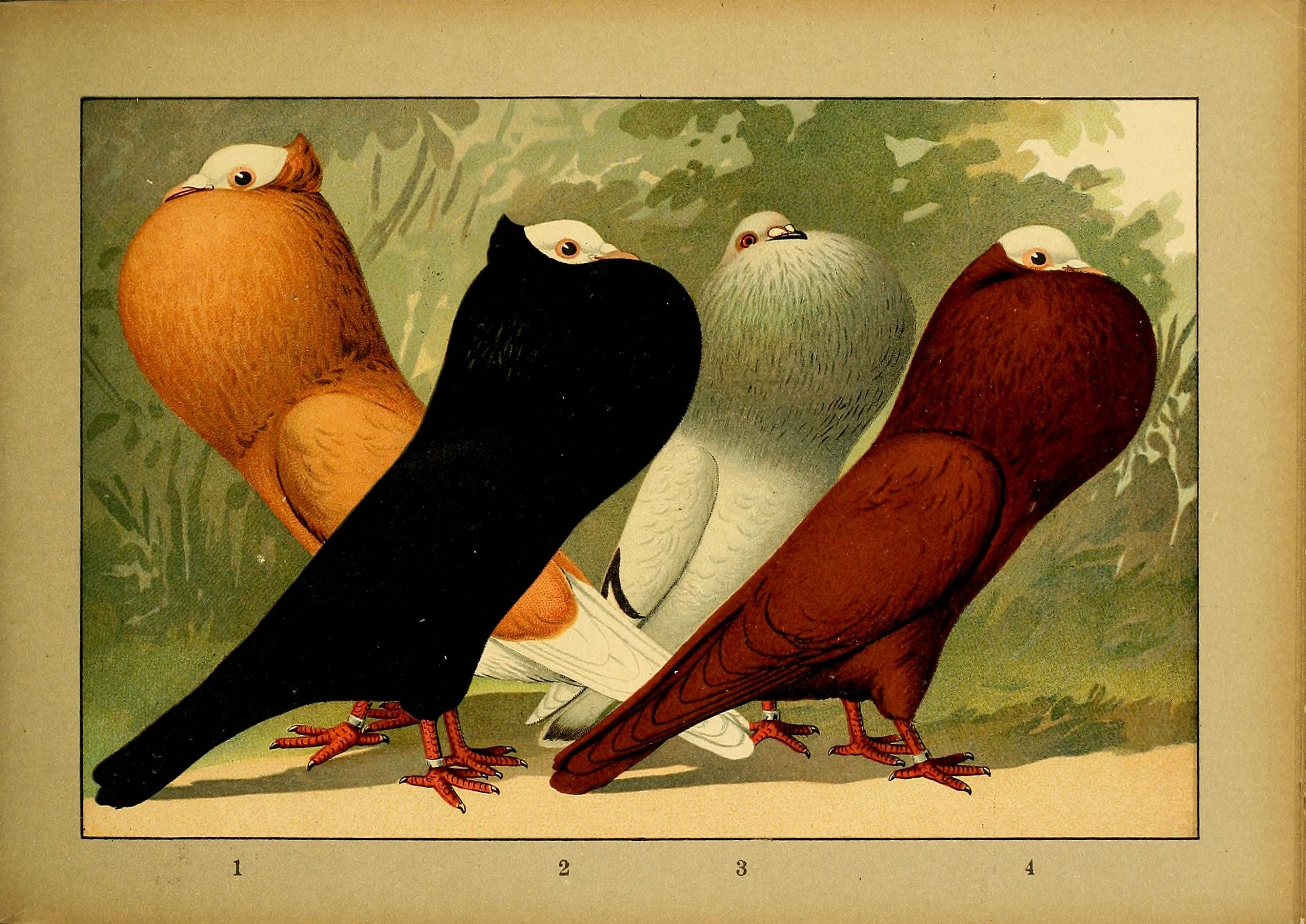
Musterbild eines Gelben Thüringer Kröpfers zusammen mit Schlesischen, Weißplatten- und Mährischen Kröpfern im Schachtzabel von 1906.

Der Thüringer Kröpfer ist eine Anfang des 20. Jahrhunderts in Thüringen entstandene Taubenrasse. Vorfahren waren vermutlich die „Mittelgroße Deutsche Kropftaube“, „Deutscher Weißkopf Kröpfer“ und „Schlesischer Kröpfer“ sowie Farbentauben.
Der Thüringer Kröpfer ist eine mittelgroße, aufrechtstehende Kropftaube. Rassetypisch ist die Spitzkappe mit Kimme (Scheitelung der Kappen- und Nackenfedern), das birnenförmige Blaswerk und seine elegante Erscheinung. Gezüchtet wird er in einer Vielzahl von Farbenschlägen in ganz Deutschland, aber auch in weiteren europäischen Ländern, sowie in den USA.